# HD 49674
HD 49674は、ぎょしゃ座の方角に約141光年の距離にある、8等級でスペクトル型がG5 VのG型主系列星である。質量や直径は太陽と大体同じだが、表面温度と光度は太陽よりやや下である。

## 惑星系
2002年、W・M・ケック天文台における視線速度法の観測から、HD 49674の周囲を公転する太陽系外惑星が発見された。その惑星HD 49674 bは、下限質量が0.1木星質量と、発見当時に既知の太陽系外惑星の中で最も質量の小さなものだった。恒星からの距離は、水星軌道の半径のおよそ1/7と、恒星に非常に近い。
| 名称 （恒星に近い順） | 質量               | 軌道長半径 （天文単位） | 公転周期 (日)     | 軌道離心率    | 軌道傾斜角 | 半径 |
| --------------------- | ------------------ | ----------------------- | ----------------- | ------------- | ---------- | ---- |
| b                     | > 0.105 ± 0.011 MJ | 0.0580 ± 0.0034         | 4.94737 ± 0.00098 | 0.087 ± 0.095 | —          | —    |

## 名称
2019年、世界中の全ての国または地域に1つの系外惑星系を命名する機会を提供する「IAU100 Name ExoWorldsプロジェクト」において、HD 49674 はベルギー王国に割り当てられる系外惑星系となった。このプロジェクトは、「国際天文学連合100周年事業」の一環として計画されたイベントの1つで、ベルギー国内での選考、国際天文学連合 (IAU) への提案を経て太陽系外惑星とその主星に固有名が承認されるものであった。2019年12月17日、IAUから最終結果が公表され、HD 49674はNervia、HD 49674 bはEburoniaと命名された。これらはいずれも現代のベルギーの辺りに居住していた古代ベルガエ族に関連する地名や民族に由来しており、Nerviaはネルウィイ族、Eburoniaはエブロネス族にちなんで名前である。